# Pastrana (kommunhuvudort i Spanien, Kastilien-La Mancha, Provincia de Guadalajara, lat 40,42, long -2,92)
Pastrana är en kommunhuvudort i Spanien.   Den ligger i provinsen Provincia de Guadalajara och regionen Kastilien-La Mancha, i den centrala delen av landet, 70 km öster om huvudstaden Madrid. Pastrana ligger 778 meter över havet och antalet invånare är 1 081.
Terrängen runt Pastrana är kuperad åt sydost, men åt nordväst är den platt. Runt Pastrana är det glesbefolkat, med 15 invånare per kvadratkilometer. Närmaste större samhälle är Mondéjar, 19,0 km sydväst om Pastrana. Omgivningarna runt Pastrana är i huvudsak ett öppet busklandskap.